# Farakka Barrage Township
Farakka Barrage Township is een census town in het district Murshidabad van de Indiase staat West-Bengalen.

## Demografie
Volgens de Indiase volkstelling van 2001 wonen er 21.794 mensen in Farakka Barrage Township, waarvan 52% mannelijk en 48% vrouwelijk is. De plaats heeft een alfabetiseringsgraad van 68%.